# Nasko Milev
Nasko Lenkov Milev (in bulgaro Наско Ленков Милев?; Plovdiv, 18 luglio 1996) è un calciatore bulgaro, attaccante del Krumovgrad.

## Caratteristiche tecniche
È un centravanti.

## Carriera

### Club
Cresciuto nelle giovanili del Botev Plovdiv, ha esordito in prima squadra il 12 ottobre 2013 in occasione del match di Kupa na Bălgarija vinto 3-0 contro il Neftohimik Burgas.

### Nazionale
Ha giocato nella nazionale bulgara Under-19.
Con la nazionale Under-21 bulgara ha preso parte a 5 incontri di qualificazione al campionato europeo di calcio Under-21 2019.

## Palmarès

### Club

#### Competizioni nazionali
- Coppa di Bulgaria: 1

Botev Plovdiv: 2016-2017